# 더 킬러스
더 킬러스(The Killers)는 미국 네바다주 라스베이거스에서 2001년에 결성된 록 밴드이다. 브랜든 플라워스(보컬, 키보드), 데이브 큐닝(기타), 마크 스토머(베이스), 로니 배누치 주니어(드럼)의 멤버로 이루어져 있다.

## 음반 목록
- 《Hot Fuss》(2004년)
- 《Sam's Town》(2006년)
- 《Sawdust》(2007년)
- 《Day & Age》(2008년)
- 《Battle Born》(2012년)
- 《Wonderful Wonderful》(2017년)

## 구성원
투어링 음악가 타임라인